# Rue Saint-Pierre (Nantes)
Pour les articles homonymes, voir Rue Saint-Pierre.
La rue Saint-Pierre est une voie de Nantes, en France, tout près de la cathédrale Saint-Pierre-et-Saint-Paul.

## Situation et accès
Située dans le centre-ville de Nantes, la rue Saint-Pierre, qui relie la place Saint-Pierre à la rue de Verdun, est bitumée et ouverte à la circulation automobile. Elle ne rencontre aucune autre voie.

## Origine du nom
La rue doit son nom à la présence de la cathédrale Saint-Pierre-et-Saint-Paul toute proche. 

## Historique
La rue fait partie d'un des axes les plus anciens de Nantes, qui est devenu les « haute grande rue » et « basse grande rue », et qui correspond aux actuelles rues de l'Évêché, Saint-Pierre, partie sud-ouest de la rue de Verdun, rues de la Marne et de la Barillerie.
Jusqu'au XVIIe siècle, la rue débouche à l'est sur la place Saint-Pierre à l'endroit où celle-ci est occupée par un cimetière, entre la cathédrale et la rue Saint-Laurent. En 1617, ce cimetière est déplacé.
Avant 1867, elle était une partie de la « Haute-Grande-Rue ».